# Gl 269
Gl 269 je dvojhvězda vzdálená od Země 47,6 ly v souhvězdí Lodní zádě. Hlavní složkou je oranžový trpaslík spektrálního typu K1V, druhá složka je spektrálního typu K4V. Kombinovaná hvězdná velikost 6,79 mag znamená, že dvojhvězdu nelze spatřit pouhým okem (pouze při velmi nízké míře světelného znečištění).